# Richard von Seeckt
Richard August von Seeckt (né le 4 novembre 1833 à Stralsund et mort le 15 mars 1909 à Ulrichshöhe près de Reichenbach) est un général d'infanterie prussien.

## Biographie

### Origine
Richard von Seeckt est issu de la famille noble de Poméranie von Seeckt. Il est le fils du colonel prussien Rudolf von Seeckt et de sa femme Emma Johanna, née Israel.

### Carrière militaire
Seeckt étudie aux écoles de cadets de Bensberg et de Berlin. Il s'engage ensuite le 26 avril 1851 comme drapeau porte-épee dans le 16e régiment d'infanterie de l'armée prussienne et est promu sous-lieutenant à la mi-décembre 1852.
Il est du 27 janvier 1890 au 23 janvier 1897 général commandant du 5e corps d'armée, dont le commandement général est stationné à Posen. Auparavant, il est commandant de la 10e division d'infanterie.
Richard von Seeckt décède en 1909 à l'âge de 75 ans et est enterré dans l'ancien cimetière Saint-Matthieu à Schöneberg près de Berlin. La tombe n'a pas survécu.

### Honneurs
Le 17 mars 1888, il est fait Grand-Croix de l'Ordre de la Couronne de Wende, avec la couronne en Or (Mecklenburg-Strelitz).

### Famille
Il se marie le 26 octobre 1860 avec Auguste von Seeckt, fille du président de la cour d'appel de Greifswald. Le mariage produit quatre enfants:
- Charlotte Rudolfine Marie (née en 1862) mariée avec Maximilian von Rothkirch et Trach (1857–1938), administrateur de l'arrondissement de Goldberg-Haynau
- Fritz (1863–1871)
- Hans (1866-1936), colonel général allemand de la Reichswehr
- Frédéric Guillaume (1874–1876)